# Трокель, Розмари
Розмари Трокель (нем. Rosemarie Trockel; род. 13 ноября 1952, Шверте, Северный Рейн-Вестфалия, ФРГ) — немецкая художница, важная фигура международного современного искусства. Живёт и работает в Кёльне, преподает в Дюссельдорфской академии художеств.

## Биография
Родилась в городке Шверте (нем. Schwerte), район Унна, Арнсберг, земля Северный Рейн — Вестфалия.
Училась (с 1974 по 1978) в Академии изящных искусств Кёльна (нем.), и испытала сильное влияние Йозефа Бойса.
Продумывая свои экспозиции, Трокель выстраивает контекст, основанный на междисциплинарном подходе к отражению в искусстве современного мира . Подобно старшему современнику, великому “алхимику” Зигмару Польке, художница часто прибегает к смешиванию высокого и низкого, к перемещению акцентов и ниспровержению ценностей .
Изготовляя из шерстяной пряжи при помощи вязальной машины “картины-комментарии”, Розмарин Трокель выводит пародии на штампы сознания современников (о гендерных влияниях или о роли домохозяйки) на уровень критики больших стилистических образований: поп-арта, нео-гео .
Розмари Трокель оказалась к 2010-м годам наиболее коммерчески успешной среди десяти пользующихся максимальным спросом современных художниц . Например, её вязаная работа 1987 года “Made in Western Germany” была продана в 2012 за $1 000 000 . А 14 мая 2014 на аукционе Sotheby’s, другая вязаная работа «Untitled», созданная в 1985—1988 годах, при эстимейте $1,5—2 млн., ушла за $4 981 000 .
Трокель была единственным представителем Германии на Венецианской биеннале в 1999, а также участвовала в Документе в 1997 и 2012 .